# ガンガンノベルズ
ガンガンノベルズ (GANGAN NOVELS) は、日本の出版社であるスクウェア・エニックスが2009年7月22日に創刊し刊行していたライトノベル系小説レーベル。略称はGN。

## 概要
旧エニックス時代から刊行されていたEXノベルズを継承して2005年に創刊されたスクウェア・エニックス・ノベルズ (SEN) の後継レーベルであった。GNへのリニューアルに際しては、従来の新書（ノベルズ）判でなくコミックスと同じ棚に並べても違和感の無いB6判へ判型が変更された。また、新人発掘の手段として旧スクウェア・エニックス小説大賞をリニューアルしたスクウェア・エニックスライトノベル大賞を開催していた。
ウェブコミック配信サイト『ガンガンONLINE』連載作品がタイトルの中心であるが、同誌は常設の編集部を置かずガンガン系各誌の編集者が持ち回りで編集作業を担当していたため、実質的には旧『月刊ガンガンWING』の小説部門を継承した『月刊ガンガンJOKER』編集部の担当となった。

## ガンガンノベルズ作品一覧
- 黄色はガンガンONLINE連載作品。

以下に作品を追加するときには、作品を五十音順に並べ、著者名の他、完結済みかどうかも出来る限り併記してください。また、新たに記事を作るときはリンクをつけてください。
| タイトル                                                  | 著者           | イラスト     | 巻数  |
| --------------------------------------------------------- | -------------- | ------------ | ----- |
| うさぎさん惑星。                                          | 日日日         | 山﨑透       | 全2巻 |
| おらくる☆ヒミコさん                                       | 内田俊         | 朴晟佑       | 1巻   |
| 獅子王会長と喧噪と日常                                    | みかづき紅月   | 雪月竹馬     | 1巻   |
| 欠落フェティシズム                                        | 日野イズム     | 千葉サドル   | 単巻  |
| 最強彼女黒髪めがね                                        | 終倉敷         | 鳴見なる     | 1巻   |
| Sky* きみの生きるせかい                                   | 志藤絢         | 文倉十       | 1巻   |
| スタンド バイ ミー、 スタンド バイ ユー。                 | ごぉ           | たつきち     | 単巻  |
| 中二病でGO!!                                              | アンソロジー   | アンソロジー | 1巻   |
| 椿ノ華ガ堕チル時                                          | 大渡鴉         | 葉月翼       | 単巻  |
| 天才ハルカさんの生徒会戦争 帰ってきちゃった伝説の生徒会長 | 松山剛         | かんたか     | 1巻   |
| 忘却の覇王 ロラン                                         | 吉野匠         | 望月淳       | 全7巻 |
| 僕が美少女をつくる理由                                    | 日野イズム     | 夜野みるら   | 単巻  |
| 魔法少女アーヤ☆アミー                                     | はむばね       | 小島あきら   | 1巻   |
| 病ミノ中ニ佇ンデ                                          | オヤジギショウ | 小田すずか   | 1巻   |
| 要塞都市の錬生術                                          | 遭川遭         | 河内和泉     | 1巻   |
| リヴァイアサンのセカイ                                    | チャー         | 千田衛人     | 単巻  |

### 発売中止作品
- 暗い部屋（唐辺葉介）

SENで2009年5月に刊行された「犬憑きさん」下巻の巻末に予告が掲載されていたが、スクウェア・エニックスの倫理規定に抵触したため7月に発売中止が告知された。その後、同作品は改稿を経てノベルゲーム形式で自主流通により2010年6月30日に発売された。